# Літій
| 3       | Літій |
| Li6,941 |       |
| [Не]2s1 |       |

Лі́тій (хімічний символ — 
Li
, лат. Lithium) — хімічний елемент з атомним номером 3, який належить до 1-ї групи (за старою класифікацією — головної підгрупи I групи), 2-го періоду періодичної системи хімічних елементів, та є першим представником лужних металів.
Також, лі́тій (
Li
) — проста речовина, яку утворює хімічний елемент літій — (за нормальних умов) дуже легкий (найлегший), м'який, сріблясто-білий, хімічно активний метал.
Вміст у земній корі — 6,5•10−3 мас.%. Природний Li складається з двох стабільних ізотопів 6Li, 7Li (основний)). Утворює ряд сполук Li(І), переважно йонних, але зв'язок С–Li у літійорганічних сполуках ковалентний. Відомо близько 30 природних літієвих мінералів, здебільшого силікатів і фосфатів, але видобувають літій переважно зі сподумену LiAl[Si2O6], що містить 6-7,5 % Li2O. Основні промислові запаси зосереджено в ропі соляних озер. Літій застосовують у термоядерних реакціях, у металургії, електротехнічній, керамічній та хімічній промисловості. Входить до складу деяких легких сплавів. Сполуки літію застосовують при виготовленні скла, емалей, а також у медицині.

## Історія
Коли Гемфрі Деві проводив свої знамениті досліди з електролізу лужних земель, про існування літію ніхто й не підозрював. Літієва лужна земля була відкрита лише в 1817 році талановитим шведським хіміком-аналітиком, одним з учнів Берцеліуса — Арфведсоном. Перед тим у 1800 році бразильський мінералог де Андрада е Сільва, здійснюючи наукову подорож по Європі, знайшов у Швеції два нових мінерали, названих ним петалітом і сподуменом, причому перший з них через кілька років був знову відкритий на острові Уте.
Арфведсон зацікавився петалітом (Li, Na)[Si4AlO10], провівши повний його аналіз, він виявив незрозумілу спочатку втрату близько 4 % речовини. Повторюючи аналізи більш ретельно, він встановив, що в петаліті міститься «вогнепостійнний луг досі невідомої природи». Арфведсон продовжував проводити дослідження і виявив літієву землю, або літину, і в деяких інших мінералах (наприклад у сподумені LiAl[Si2O6] і в лепідоліті KLi1,5Al1,5[Si3AlO10](F, OH)2). Але виділити хімічний елемент в чистому вигляді йому не вдалося, він був дуже активним і отримати його було важкою справою. Дуже невелику кількість металевого літію було отримано Гемфрі Деві та Бранде в 1818 році шляхом електролізу лугу. І тільки у 1855 році Бунзен та Маттессен розробили промисловий спосіб отримання металевого літію електролізом хлориду літію.

### Походження назви
Свою назву цей метал отримав через те, що на відміну від калію і натрію цей луг уперше був виявлений у «царстві мінералів» — «каменях» (грец. λίθος — камінь). Сучасну назву було запропоновано Берцеліусом.

## Поширення
Літій — типовий елемент земної кори (вміст 3,2•10−3 % по масі), він накопичується в найбільш пізніх продуктах диференціації магми — пегматитах. У мантії мало літію — в ультраосновних породах всього 5•10−5 % (в основних 1,5•10−3 %, середніх — 2•10−3 %, кислих 4•10−3 %). Близькість іонних радіусів Li+, Fe2+ і Mg2+ дозволяє літію входити до ґраток магнезіально-залізистих силікатів — піроксенів і амфіболів. У гранітоїдах він міститься у вигляді ізоморфної домішки в слюдах. Тільки в пегматитах і в біосфері відомо 28 самостійних мінералів літію (силікати, фосфати та інші). Всі вони рідкісні. У біосфері літій мігрує порівняно слабо, роль його в живій речовині менше, ніж інших лужних металів. З вод він легко витягується глинами, його відносно мало в Світовому океані (1,5•10−5 %). Промислові родовища літію пов'язані як з магматичними породами (пегматити, пневматоліти), так і з біосферою (солоні озера).
| Літосфера (2:1 — кислі/основні породи) | 3,2•10−3           |
| -------------------------------------- | ------------------ |
| Вивержені породи:                      |                    |
| ультраосновні (дуніти)                 | 0,05•10−3          |
| основні (базальти, габбро)             | 0,015•10−3         |
| середні (діорит, андезіти)             | 2•10−3             |
| кислі (граніти)                        | 4•10−3             |
| Осадові породи:                        |                    |
| глини й сланці                         | 6•10−3             |
| піщаники                               | 1,7•10−3           |
| карбонатні породи                      | 2,6•10−3           |
| ґрунти                                 | 3•10−3             |
| Води:                                  |                    |
| річкова                                | (0,0032-0,01)•10−3 |
| океанічна й морська                    | 0,01•10−3          |
| підземна мінералізована                | до 1•10−3          |

### Геохімія
За геохімічними властивостями літій належить до багатоіонних літофільних елементів, серед яких також калій, рубідій і цезій. Вміст літію у верхній континентальній корі становить 21 г/т, в морській воді 0,17 мг/л. Літій є диспергованим елементом. Величина кларку літію, не дивлячись на його диспергованість у природі, вища у порівнянні із елементами, як Ag, Au, Hg, Sn, Pb, As, Sb, Bi.
Літій зустрічається у природі у вигляді сполук. Входить до складу гірських порід, переважно концентруючись у кислих виверженнях й у осадових породах, міститься у ґрунтах, кам'яному вугіллі, мінеральних джерелах, озерних мулах, підземних водах, морській воді, живих організмах та багатьох рослинах.
Основні мінерали літію — слюда лепідоліт KLi1,5Al1,5[Si3AlO10] (F, OH) 2 і піроксен сподумен — LiAl [Si2O6]. Коли літій не утворює самостійних мінералів, він ізоморфно заміщує калій у поширених породоутворюючих мінералах. Найбіль крупні місценародження мінералів літію у гранітних пегматитах натро-літієвого типу, оскільки літій у природі тісно супутній натрію (через схожість по енергетичній характеристиці йонів літію та натрію), особливо у місцях залишкової кристалізації.

### Космохімія
У місячній породі вміст літію складає (за даними мас-спектрального аналізу) (0,5-1,6)•10−3 %, у місячному ґрунті — 0,6•10−3 %. Літій виявлений також у атмосферах декотрих зірок, які через аномальний вміст у них літію отримали назву літієвих зірок. Найбільший відомий вміст літію у атмофері TYC 429-2097-1.

### Родовища та ресурси
| Країна     | Виробництво | Запаси     |
| ---------- | ----------- | ---------- |
| Аргентина  | 3 200       | 850 000    |
| Австралія  | 9 260       | 970 000    |
| Бразилія   | 160         | 64 000     |
| Канада     | 480         | 180 000    |
| Чилі       | 12 600      | 7 500 000  |
| КНР        | 5 200       | 3 500 000  |
| Португалія | 820         | 10 000     |
| Зімбабве   | 470         | 23 000     |
| Земля      | 34 000      | 13 000 000 |

Родовища літію належать до рідкометальних гранітних інтрузій, у зв'язку з якими розвиваються літієносні пегматити або гідротермальні комплексні родовища, що містять також олово, вольфрам, вісмут та інші метали. Варто особливо відзначити специфічні породи онгоніти — граніти з магматичним топазом, високим вмістом фтору та води, і винятково високими концентраціями різних рідкісних елементів, зокрема літію.
Інший тип родовищ літію — ропа деяких сильносолоних озер.
Джерела промислового видобутку літію: рідкіснометалічні гранітні пегматити (на початку XXI ст. — близько 25 % розвіданих запасів і 55 % видобутку), літійвмісна ропа соляних озер (близько 75 % запасів і 45 % видобутку), нетрадиційні — гекторитові глини (у США), води нафто-газоконденсатних родовищ.
Виявлені світові ресурси літію складають близько 13 млн т. З них 760 тис. т знаходиться у США. Однак, за деякими оцінками дослідників з Національної лабораторії ім. Лоуренса в Берклі, на території США присутні родовища літію, запаси яких складають 18 метричних млн т. На 2001 р. світові запаси літію, за оцінками Геологічного бюро США, становили 400 тис. т, база запасів — 9400 тис. т (без урахування Аргентини, Китаю, Португалії та країн колишнього СРСР). Найбільші запаси має Чилі — 3000 тис. т (літієносна ропа), у Канаді і Австралії знаходиться відповідно 180 і 150 тис. т літію в гранітних пегматитах. Також родовища мають Болівія (Солончак Уюні — найбільше у світі), Аргентина, Конго, Китай (озеро Чаб'єр-Цака), Бразилія, Сербія та ін.
Україна має значні запаси літію, пов'язані з рідкіснометалічними гранітними пегматитами протерозою. У Західному Приазов'ї розвідані родовища Крута Балка і Шевченківське. У центральній частині Українського щита, у Шполяно-Ташлицькому рудному районі — родовища Полохівське, Станкуватське, «Надія» і прояв Липнязький. Найперспективнішим вважається Полохівське літієве (петалітові руди) родовище (Кіровоградська область). У 1994 році Мінпромом України запропоновано підготувати до промислового освоєння Шевченківське родовище літієвих руд у Донецькій області. Проведено оцінку і складено ТЕО розробки Полохівського родовища літію. Це може не тільки забезпечити потреби у літії різних галузей промисловості, але і збільшити її експортний потенціал.
Орієнтовно щорічні потреби України у карбонаті літію становлять (у перерахунку на метал) 100–200 т. Прогнозується збільшення потреб у петалітовому концентраті для виробництва спеціального скла і кераміки — на десятки тис. тонн.

## Ізотопи

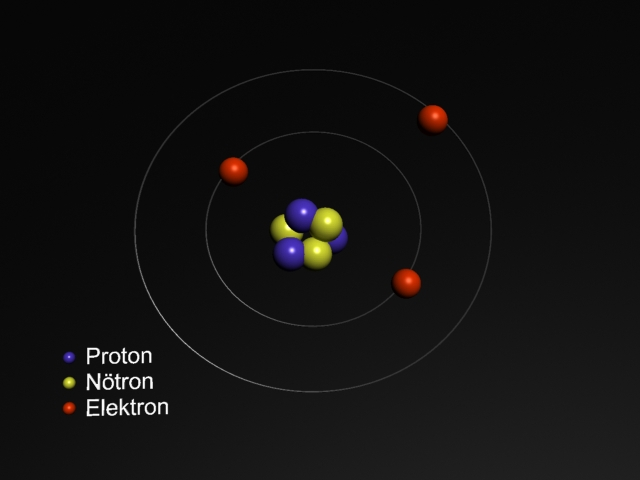
Схема атому літію-6 (ізотопу літію) — навколо 3-х протонів та 3-х нейтронів в центрі, рухаються 3 електрони

Природний літій складається з двох стабільних ізотопів: 6Li (7,5 %) і 7Li (92,5 %); у деяких зразках літію ізотопне співвідношення може бути значно порушено внаслідок природного або штучного фракціонування ізотопів. Це слід мати на увазі при точних хімічних дослідах з використанням літію або його сполук. Також відомо ще 7 штучних радіоактивних ізотопів літію і два ядерних ізомери (масові числа від 4Li до 12Li та 10m1Li — 10m2Li відповідно). Найстійкіший з них, 8Li, має період напіврозпаду 0,8403 с. Екзотичний ізотоп 3Li (трипротон), мабуть, не існує як зв'язана система.
7Li є одним з небагатьох ізотопів, що утворилися під час первинного нуклеосинтезу (тобто невдовзі після Великого Вибуху), а не лише в зірках, в кількості не більше 10−9 від усіх елементів. Деяка кількість ізотопу 6Li, як мінімум у десять тисяч разів менша, ніж 7Li, також утворена в первинному нуклеосинтезі. Приблизно в десять разів більше 7Li утворилися в зоряному нуклеосинтезі.
Літій є проміжним продуктом реакції ppII, але при високих температурах активно перетворюється в два ядра гелію-4 (через 8Be).

## Визначення

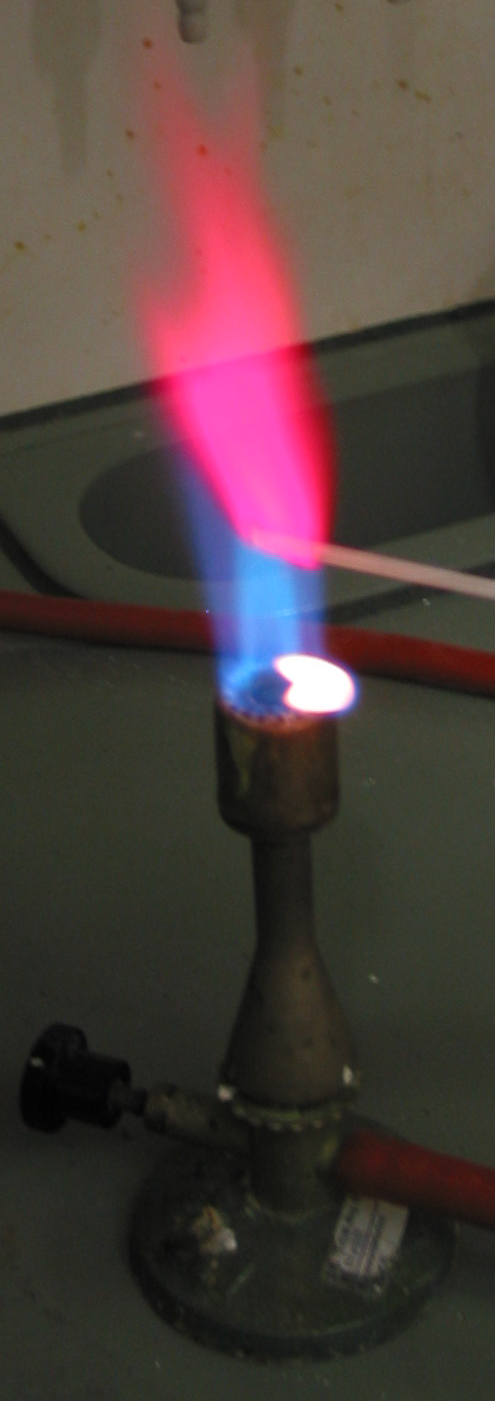
Карміново-червоне забарвлення полум'я солями літію

Якісно літій виявляють по карміново-червоному забарвленню полум'я пальника летючими сполуками літію та по найбільш чітко виразних спектральних лініях літію: 670,78 і 610,36 нм. Кількісно літій визначають полум'яно-фотометричними (при вмісті літію в пробі 0,1-10 %), спектрографічними і гравиметричними методами. В останньому випадку літій відокремлюють від інших лужних металів у вигляді LiCl екстракцією безводним ацетоном, після відділення LiCl переводять в Li2SO4, який прожарюють і зважують. Літій визначають також фотометрично за допомогою хіназолінів (при вмісті літію в пробі 4.10−4−6.10−2%), флуорометричено — за допомогою 5,7-дібром-8-гідроксихіноліну (межа виявлення 0,1 мкг/мл літію).

## Фізичні властивості

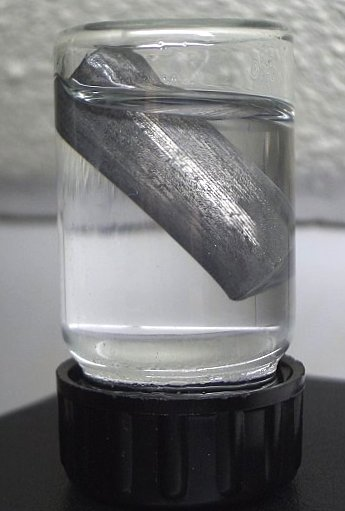
Шматок чистого літію плаваючий на поверхні оливи

Літій — сріблясто-білий метал, м'який і пластичний, твердіше натрію, але м'якше свинцю. Його можна обробляти пресуванням і плющенням, легко витягується в дріт. Швидко тьмяніє на повітрі через утворення темно-срібної плівки, яка складається з нітриду й оксиду літію. Є найлегшим металом: щільність твердого 0,537 (20 °C), розтопленого (200 °C) 0,509 г/см³. Тиск витікання (тиск витікання — це тиск, за якого речовина витискається поршнем у циліндричній ємності із отвором у дні) за 15–20 °C складає 1,7∙107 Н/м², модуль пружності 5∙109 H/м², межа міцності при розтягу 11,8 кгс/см², відносне подовження 50–70 %.
При кімнатній температурі металевий літій має кубічну об'ємноцентричну ґратку (координаційне число 8), просторова група Im3m, параметри комірки a = 0,35021 нм, Z = 2. Нижче 78 К стійкою кристалічною формою є гексагональна щільноупакована структура, в якій кожен атом літію має 12 найближчих сусідів, розташованих в вершинах кубооктаедра. Кристалічна ґратка відноситься до просторової групі P63/mmc, параметри a = 0,3111 нм, c = 0,5093 нм, Z = 2.
З усіх лужних металів літій характеризується найвищими температурами плавлення і кипіння (180,54 і 1340 °C, відповідно), у нього найнижча густина при кімнатній температурі серед всіх металів (0,533 г/см³, майже в два рази менше густини води). Внаслідок своєї низької густини літій спливає не тільки у воді, але і, наприклад, в гасі.
Маленькі розміри атома літію призводять до появи особливих властивостей металу. Наприклад, він змішується з натрієм тільки при температурі нижче 380 °C і не змішується з розплавленими калієм, рубідієм і цезієм, в той час як інші пари лужних металів змішуються один з одним в будь-яких співвідношеннях.

## Хімічні властивості
Конфігурація зовнішньої електронної оболонки атома літію 2s1; у всіх відомих з'єднаннях він одновалентний.
Реагує з водою (дає LiOH + H2), галогенами, азотом, з воднем (дає гідрид LiH при 500 °С), тільки йому серед лужних металів властиві нерозчинні карбонати й флуориди. Взаємодіє з киснем (оксид Li2O), утворення пероксидних сполук при окисненні не характерне, Li2O2 утворюються непрямо.
Літій хоча і є лужним металом, однак відносно стійкий на повітрі. Він є найменш активним лужним металом, і тому з сухим повітрям (і навіть з сухим киснем) при кімнатній температурі практично не реагує. Але все ж потихеньку окислюється з утворенням темного нальоту продуктів взаємодії:
{\displaystyle \mathrm {4Li+O_{2}\longrightarrow 2Li_{2}O} };
{\displaystyle \mathrm {6Li+N_{2}\longrightarrow 2Li_{3}N} }
З цієї причини літій є єдиним лужним металом, який не зберігають в гасі (до того ж густина літію настільки мала, що він буде в ньому плавати) і може нетривалий час зберігатися на повітрі. У вологому повітрі поволі реагує з азотом та іншими газами, що знаходяться в повітрі, перетворюючись на нітрид літію Li3N, гідроксид літію і карбонат Li2CO3. У кисні при нагріванні горить, перетворюючись на оксид літію Li2O (пероксид Li2O2 виходить тільки непрямим шляхом). Температура самозаймання на повітрі знаходиться в районі 300 °C. Продукти горіння подразнюють слизову оболонку носоглотки. При горінні літій та його солі забарвлюють полум'я в карміново-червоний колір, що є якісною ознакою для визначення літію, це встановив німецький хімік Леопольд Гмелін у 1818 році. Цікава особливість літію в тому, що в інтервалі температур від 100 °C до 300 °C він покривається щільною оксидною плівкою, і надалі не окислюється. На відміну від інших лужних металів, що дають стабільні надпероксиди і озоніди, надпероксид і озонід літію — нестабільні з'єднання. Оксид літію Li2O — біла тверда речовина — являє собою типовий лужний оксид. Li2O активно реагує з водою з утворенням гідроксиду літію LiOH. Цей гідроксид отримують електролізом водних розчинів LiCl:
{\displaystyle \mathrm {2LiCl+2H_{2}O\longrightarrow 2LiOH+Cl_{2}\uparrow +H_{2}\uparrow } }
Також в вільному стані літій спокійно, без вибуху і загоряння, реагує з водою, утворюючи LiOH і H2. LiOH — сильна основа, але вона відрізняється за властивостями від гідроксидів інших лужних металів. Гідроксид літію поступається їм у розчинності. При прожаренні гідроксид літію втрачає воду:
{\displaystyle \mathrm {2LiOH\longrightarrow Li_{2}O+H_{2}O} }
Велике значення в синтезі органічних і неорганічних сполук має гідрид літію LiH, який утворюється при взаємодії розплавленого літію з воднем (H):
{\displaystyle \mathrm {2Li+H_{2}\longrightarrow 2LiH} }
LiOH — іонна сполука, будова кристалічної ґратки якої схожа на будову кристалічної ґратки хлориду натрію (NaCl). Гідрид літію можна використовувати як джерело водню для наповнення аеростатів і рятувального спорядження (надувних човнів і т. ін.), так як при його гідролізі утворюється велика кількість водню (1 кг LiH дає 2,8 м³ H2):
{\displaystyle \mathrm {LiH+H_{2}O\longrightarrow LiOH+H_{2}\uparrow } }
Він також знаходить застосування при синтезі різних гідридів, наприклад, борогідріду літію:
{\displaystyle \mathrm {BCl_{3}+4LiH\longrightarrow Li[BH_{4}]+3LiCl} }
Мінеральні кислоти енергійно розчиняють Li (стоїть першим у ряді напруг, його нормальний електродний потенціал Li/Li+ має найбільше негативне значення (E°298 = -3,045 B) в порівнянні зі стандартними електродними потенціалами інших металів, це обумовлено великою енергією гідратації маленького іона Li+, що значно зміщує рівновагу в бік іонізації металу). Реагує також з етиловим спиртом, і з аміаком. При контактах з галогенами літій самозаймається при звичайних умовах (з йодом — тільки при нагріванні), утворюючи галогеніди (найважливіший — хлорид літію). Подібно магнію (Mg), нагрітий літій здатний горіти в CO2:
{\displaystyle \mathrm {4Li+CO_{2}\longrightarrow C+2Li_{2}O} }
При нагріванні з сіркою літій дає сульфід Li2S. З азотом літій повільно реагує вже при кімнатній температурі, енергійно — при 250 °С з утворенням нітриду Li2N. З фосфором літій безпосередньо не взаємодіє, але в спеціальних умовах можуть бути отримані фосфіди. Нагрівання літію з вуглецем призводить до отримання карбіду Li2C2, з кремнієм — силіцид літію. Бінарні сполуки літію — Li2О, LiH, Li3N, Li2C2, LiCl та інші, а також LiOH досить реакційноздатні; при нагріванні або плавленні вони руйнують багато металів, порцеляну, кварц та інші матеріали. Карбонат, фторид LiF, фосфат Li3PO4 та інші сполуки літію за умовами утворення і властивостями близькі до відповідних похідних магнію і кальцію. З'єднання літію — солі — як правило, безбарвні кристалічні речовини. За хімічною поведінкою солі літію трохи нагадують аналогічні з'єднання магнію (Mg) або кальцію (Ca). Погано розчиняються у воді фторид LiF, карбонат Li2CO3, фосфат Li2PO4, добре розчинний хлорат літію LiClO3 — це, мабуть, одна з найбільш добре розчинних сполук в неорганічній хімії (при 18 °C в 100 г води розчиняється 313,5 г LiClO3).
Літій утворює з'єднання з частково ковалентним зв'язком Li-C, — тобто літійорганічні сполуки. Наприклад, при реакції йодбензолу C6H5I з літієм в органічних розчинниках протікає реакція:
{\displaystyle \mathrm {C_{6}H_{5}I+2Li\longrightarrow C_{6}H_{5}Li+LiI} }

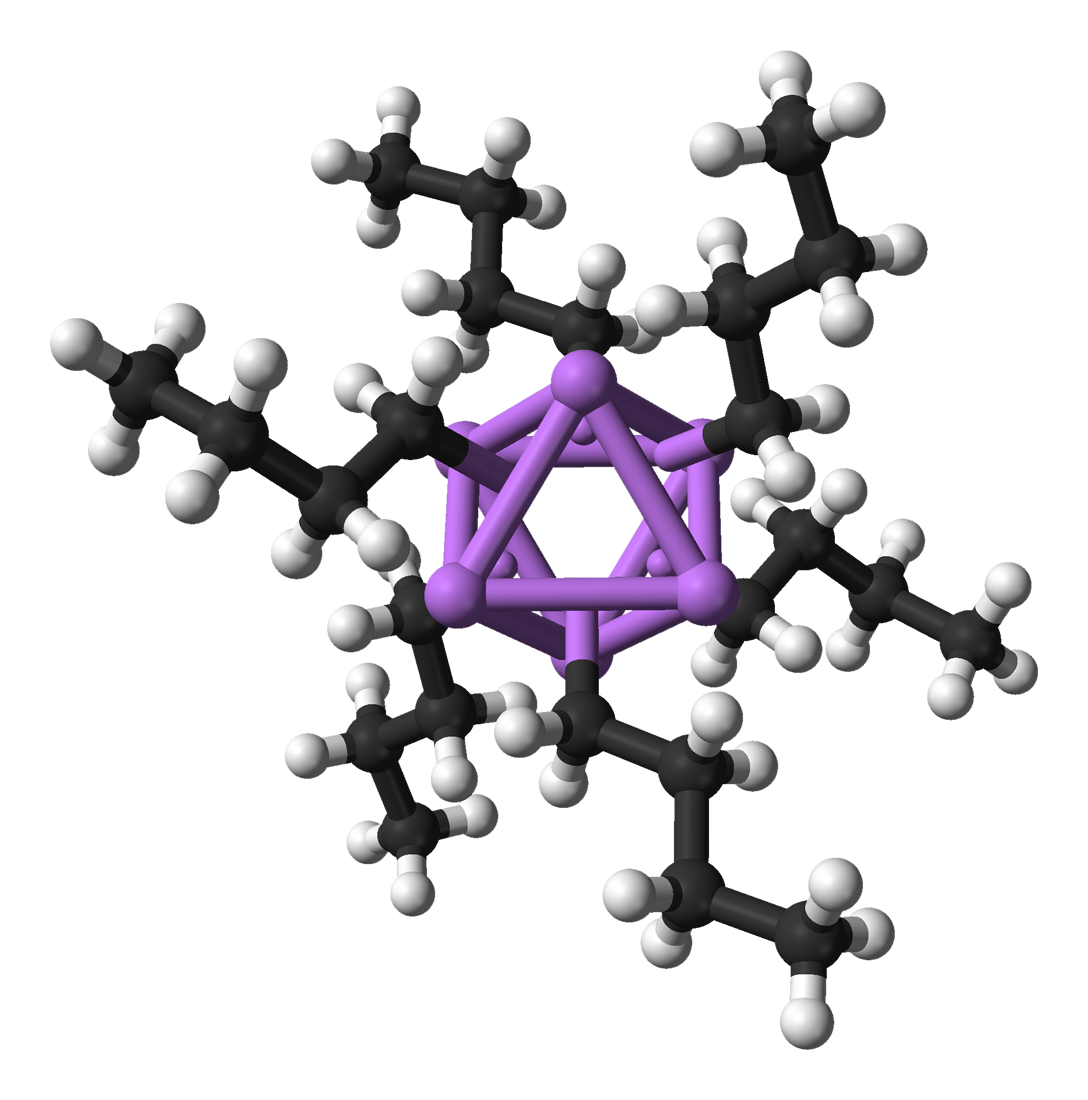
Гексамер н-бутиллітію — літійорганічної сполуки

Літій відіграє велику роль в органічному синтезі. Тому численні літійорганічні сполуки широко використовуються в органічному синтезі і як каталізатори.
Літій — компонент багатьох сплавів. З деякими металами (Mg, Zn, Al) він утворює тверді розчини значної концентрації, з багатьма — інтерметалідами (LiAg, LiHg, LiMg2, LiAl і баг. ін.). Останні часто вельми тверді і тугоплавкі, лише трохи змінюються на повітрі; деякі з них — напівпровідники. Вивчено ряд бінарних і потрійних систем за участю літію; відповідні їм сплави вже знайшли застосування в техніці.

## Отримання
Сполуки літію виходять в результаті гідрометалургійної переробки концентратів — продуктів збагачення літієвих руд. Основний силікатний мінерал — сподумен переробляють за вапняковим (лужним), сульфатним (сольовим) та сірчанокислотним (кислотним) методами. В основі першого — розкладання сподумена вапняком при 1150–1200 °C:
{\displaystyle \mathrm {Li_{2}O\cdot Al_{2}O_{3}\cdot 4SiO_{2}+8CaCO_{3}\longrightarrow Li_{2}O\cdot Al_{2}O_{3}+4(2CaO\cdot SiO_{2})+8CO_{2}} }
При вилуговуванні суміші водою в присутності надлишку вапна алюмінат літію розкладається з утворенням гідроксиду літію:
{\displaystyle \mathrm {Li_{2}O\cdot Al_{2}O_{3}+Ca(OH)_{2}\longrightarrow 2LiOH+CaO\cdot Al_{2}O_{3}} }
За сульфатним методом сподумен (та інші алюмосилікати) спікають з сульфатом калію:
{\displaystyle \mathrm {Li_{2}O\cdot Al_{2}O_{3}\cdot 4SiO_{2}+K_{2}SO_{4}\longrightarrow Li_{2}SO_{4}+K_{2}O\cdot Al_{2}O_{3}\cdot 4SiO_{2}} }
Сульфат літію розчиняють у воді і з його розчину содою осаджують карбонат літію:
{\displaystyle \mathrm {Li_{2}SO_{4}+Na_{2}CO_{3}\longrightarrow Li_{2}CO_{3}+Na_{2}SO_{4}} }
За сірчанокислотним методом також отримують спочатку розчин сульфату літію, а потім карбонат літію; сподумен розкладають сірчаною кислотою при 250–300 °C (реакція застосовна тільки для β-модифікації сподумену):
{\displaystyle \mathrm {\beta -Li_{2}O\cdot Al_{2}O_{3}\cdot 4SiO_{2}+H_{2}SO_{4}\longrightarrow Li_{2}SO_{4}+H_{2}O\cdot Al_{2}O_{3}\cdot 4SiO_{2}} }
Метод використовується для переробки руд, незбагачених сподуменом, якщо вміст у них Li2O не менше 1 %. Фосфатні мінерали літію легко розкладаються кислотами, проте за новішими методами їх розкладають сумішшю гіпсу і вапна при 950–1050 °С з подальшою водною обробкою спеків і осадженням з розчинів карбонату літію. У будь-якому випадку з отриманих розчинів виділяють погано розчинний карбонат літію Li2CO3, який потім перетворюють на хлорид LiCl.
Металевий літій отримують електролізом розплавленої суміші хлоридів літію і калію (або BaCl2) при 400–460 °С (ці солі слугують для зниження температури плавлення суміші) (вагове співвідношення компонентів 1:1):
{\displaystyle \mathrm {2LiCl\ {\xrightarrow {\ }}\ 2Li+Cl_{2}\uparrow } }
Електролітичні ванни футеруються магнезитом, алундом, мулітом, тальком, графітом та іншими матеріалами, стійкими до розплавленого електроліту; анодом служать графітові, а катодом — залізні стрижні. Чорновий металевий літій містить механічні включення і домішки (K, Mg, Ca, Al, Si, Fe, але головним чином Na). Включення видаляються переплавкою, домішки — рафінуванням при зниженому тиску, або методом вакуумної дистиляції. Наразі велика увага приділяється металотермічним методам отримання літію.

## Застосування

Оцінка використання літію в світі в 2011 році
Кераміка і скло (29%)
Джерела струму (27%)
Мастильні матеріали (12%)
Безперерв. розлив сталі (5%)
Регенерація кисню (4%)
Полімери (3%)
Металургія алюмінію (2%)
Фармацевтика (2%)
інше (16%)

За значущістю в сучасній техніці літій — один з найважливіших рідкісних елементів.

### Електроніка
- Сплави літію з сріблом, з золотом, а також з міддю є дуже ефективними припоями.
- Триборат літію-цезію використовується як оптичний матеріал в радіоелектроніці.
- Кристалічні ніобат літію(LiNbO3) і танталат літію(LiTaO3) є нелінійними оптичними матеріалами і широко застосовуються в нелінійній оптиці, акустооптиці і оптоелектроніці.
- Літій також використовується при наповненні освітлювальних газорозрядних металогалогеновими ламп.

#### Термоелектричні матеріали
- Сплав сульфіду літію і сульфіду міді[en] — ефективний напівпровідник для термоелектроперетворювачів (ЕРС близько 530 мкВ/К).

### Хімічні джерела струму
- З літію виготовляють аноди хімічних джерел струму (акумуляторів, наприклад, літій-хлорних акумуляторів) і гальванічних елементів з твердим електролітом (наприклад, літій-хромсрібний, літій-бісмутатний, літій-окисомідний, літій-двоокисомарганцевий, літій-йодсвинцевий, літій-йодний, літій-тіонілхлоридний, літій-оксидванадієвий, літій-фторомідний, літій-двоокисосірчаний елементи), що працюють на основі наведених рідких і твердих електролітів (тетрагідрофуран, пропіленкарбонат, метілформіат, ацетонітрил).
- Кобальтат літію і молібдат літію показали кращі експлуатаційні властивості і енергоємність як позитивний електрод літієвих акумуляторів.
- Гідроксид літію використовується як один з компонентів для приготування електроліту лужних акумуляторів. Додавання гідроксиду літію до електроліту тягових залізо-нікелевих, нікель-кадмієвих, нікель-цинкових акумуляторних батарей підвищує їх термін служби в 3 рази і ємність на 21 % (за рахунок утворення нікелатів літію).
- Алюмінат літію — найефективніший твердий електроліт (разом з цезій-бета-глиноземом).

### Лазерні матеріали
- Монокристали флуориду літію використовуються для виготовлення високоефективних (ККД 80 %) лазерів на центрах вільного забарвлення, і для виготовлення оптики з широкою спектральною смугою пропускання.

### Ракетне паливо

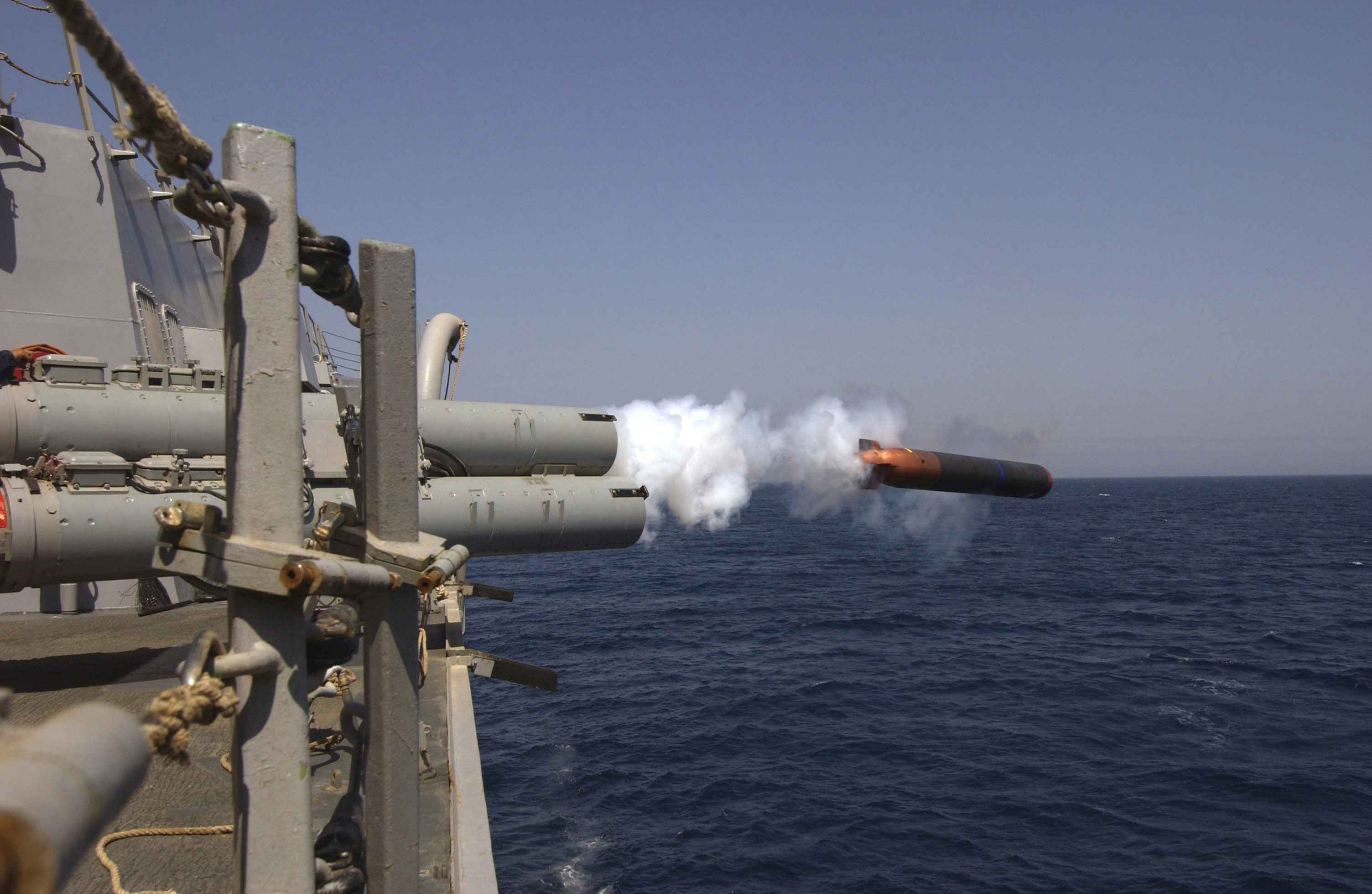
Корабельний пуск торпеди, паливом в якій слугують сполуки літію

- Літій та його сполуки широко застосовуються в ракетній техніці. Суміш парів літію з молекулярним воднем є ефективним робочим тілом для газофазних ядерних ракетних двигунів. Рідкий літій використовується як робоче тіло в електроракетних двигунах, зокрема — у потужних ЕРД. Літій використовується як власне ракетне паливо або як добавка до нього.

### Окисники
- Перхлорат і нітрат літію застосовуються як окисники.

### Піротехніка
- Нітрат літію використовують в піротехніці для забарвлення полум'я у червоний колір.

### Дефектоскопія
- Сульфат літію використовують в дефектоскопії.

### Металургія
- У чорній та кольоровій металургії літій використовується для розкислювання та підвищення пластичності і міцності сплавів.
- Літій іноді застосовується для відновлення методами металотермії рідкісних металів.

#### Металургія алюмінію
- Карбонат літію є найважливішою допоміжною речовиною (додається в електроліт) при виплавці алюмінію, і його споживання зростає з кожним роком пропорційно обсягу світового видобутку алюмінію (витрата карбонату літію 2,5–3,5 кг на тонну виплавленого алюмінію).
- Введення літію в систему легування дозволяє отримати нові сплави алюмінію з високою питомою міцністю. Добавка літію знижує густину сплаву і підвищує модуль пружності. При вмісті літію до 1,8 % сплав має низький опір корозії під напругою, а при 1,9 % сплав не схильний до корозійного розтріскування. Збільшення вмісту літію до 2,3 % сприяє зростанню ймовірності утворення рихлоти і тріщин. Механічні властивості при цьому змінюються: межі міцності і текучості зростають, а пластичні властивості знижуються.
- Найбільш відомі системи легування Al-Mg-Li (приклад — сплав 1420, застосовується для виготовлення конструкцій літальних апаратів) і Al-Cu-Li (приклад — сплав 1460, застосовується для виготовлення ємностей для зріджених газів).

### Сплави
- Сплави літію з магнієм, скандієм, міддю, кадмієм і алюмінієм — нові перспективні матеріали в авіації та космонавтиці (через їх легкість).
- На основі алюмінату та силікату літію створено кераміку, що твердіє за кімнатної температури і застосовується у військовій техніці, металургії, та, в перспективі, у термоядерній енергетиці
- Літій дуже ефективно зміцнює сплави свинцю і надає їм пластичність і стійкість проти корозії.

### Силікатна промисловість
- Літій та його сполуки широко застосовують у силікатній промисловості для виготовлення спеціальних сортів скла і покриття порцелянових виробів.
- Величезною міцністю володіє скло на основі літій-алюміній-силікату, зміцнюваного волокнами карбіду кремнію.

### Мастильні матеріали
- Стеарат літію («літієве мило») використовується як високотемпературне мастило. Див.: літол.

### Ядерна енергетика
Ізотопи 6Li та 7Li володіють різними ядерними властивостями (перетин поглинання теплових нейтронів, продукти реакцій) і сфера їх застосування різна.
- Гафніат літію входить до складу спеціальної емалі, призначеної для захоронення високоактивних ядерних відходів, що містять плутоній.

#### Літій-6

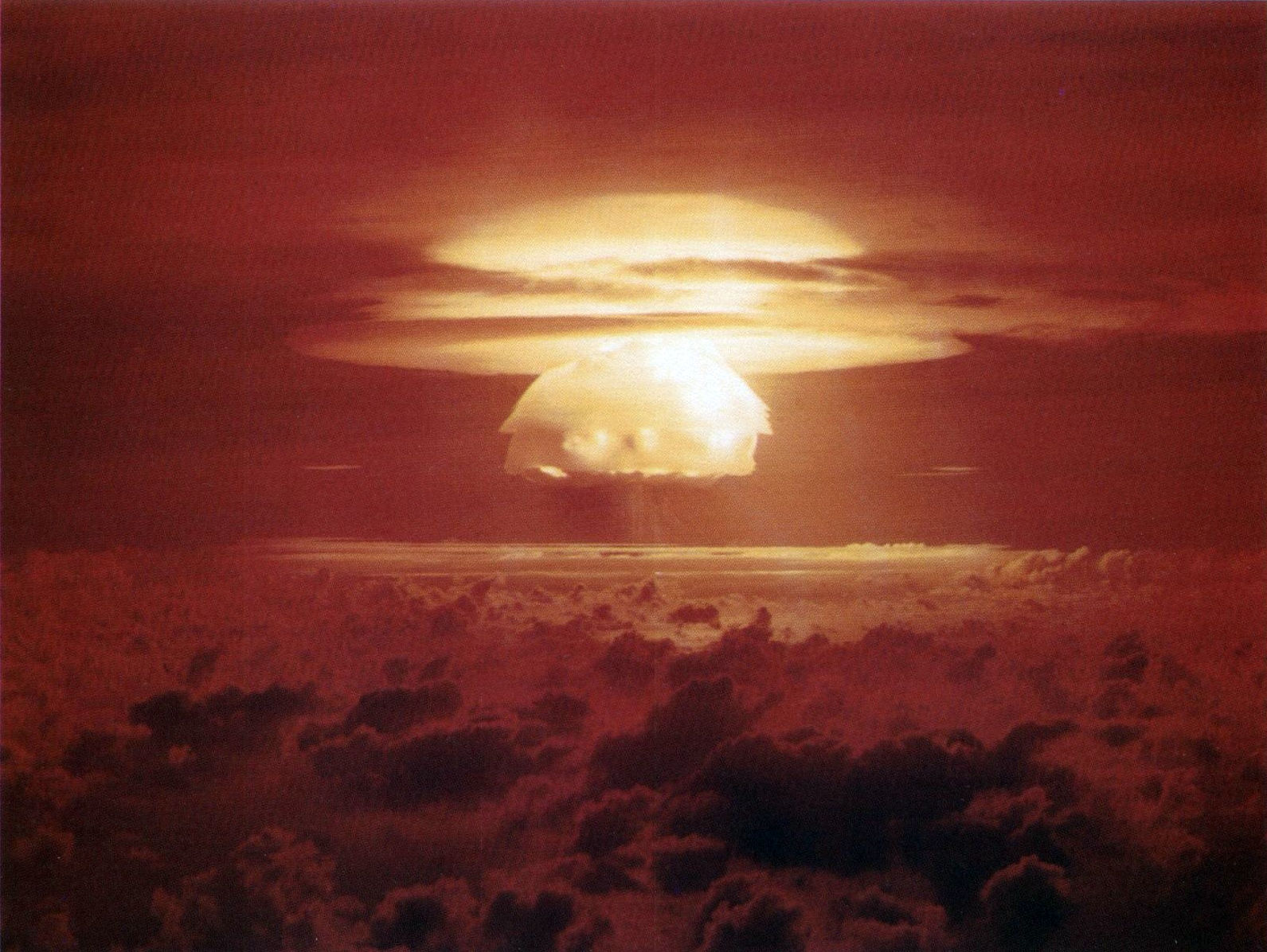
Дейтерид літію-6 був використаний у термоядерній бомбі при «Кастл Браво»

- Опромінюючи нуклід 6Li тепловими нейтронами, отримують радіоактивний тритій 3H (Т):

{\displaystyle {}_{3}^{6}{\textrm {Li}}+{}_{0}^{1}{\textrm {n}}\rightarrow {}_{1}^{3}{\textrm {H}}+{}_{2}^{4}{\textrm {He}}}
Завдяки цьому літій-6 може застосовуватися як заміна радіоактивного, нестабільного і незручного в обігу тритію як у військових (термоядерна зброя), так і в мирних (керований термоядерний синтез) цілях.
- Дейтерид літію-6 (6LiD) застосовується як термоядерне пальне у водневих бомбах.
- Перспективно також використання літію-6 для отримання гелію-3 (через тритій) з метою подальшого використання в дейтерій-гелієвих термоядерних реакторах.

#### Літій-7
- Застосовується в ядерних реакторах, використовуючих реакції за участю важких елементів, таких, як уран, торій або плутоній.
- Завдяки дуже високій питомої теплоємності, рідкий літій (часто у вигляді сплаву з натрієм або цезієм-133) може слугувати ефективним теплоносієм. У ядерних реакторах із цією метою застосовують ізотоп 7Li, який, на відміну від 6Li, має низький перетин захоплення теплових нейтронів.
- Фторид літію-7 в сплаві з фторидом берилію (66 % LiF + 34 % BeF2) носить назву «флайб» (FLiBe) і застосовується як високоефективний теплоносій і розчинник фторидів урану і торію у високотемпературних рідинносольових реакторах, і для виробництва тритію.
- Сполуки літію, збагачені по ізотопу літію-7, застосовуються на реакторах PWR для підтримки водно-хімічного режиму, реакторах PWR (гідрооксид літію), а також в демінералізаторі першого контуру. Щорічна потреба США оцінюється в 200–300 кг, виробництвом володіють лише Китай і Росія[33].

### Медицина
- Солі літію володіють нормотимічними та іншими лікувальними властивостями, тому препарати літію на їхній основі широко використовуються в терапії психічних розладів.

### Різне
- Високогігроскопічні бромід LiBr і хлорид літію LiCl застосовують для осушення повітря та інших газів.
- Гідроксид літію LiOH, пероксид Li2O2 і супероксид LiO2 застосовуються для очищення повітря від вуглекислого газу; при цьому останні дві сполуки реагують з виділенням кисню (наприклад, 4LiO2 + 2CO2 → 2Li2CO3 + 3O2), завдяки чому вони використовуються в протигазах, у патронах для очищення повітря на підводних човнах і т. д.
- Сполуки літію застосовуються в текстильній промисловості (вибілювання тканин), харчовій (консервація) і фармацевтичній промисловості (виготовлення косметики).
- Вельми перспективно використовувати літій як наповнювач поплавка батискафів — цей метал має густину, майже в два рази меншу, ніж вода (точніше, 534 кг/м³), це означає, що один кубічний метр літію може утримувати на плаву майже на 170 кг більше, ніж один кубічний метр бензину. Однак літій — лужний метал, що активно реагує з водою, тому слід забезпечити надійне розділення цих речовин, не допускаючи їх контакту[34].
- Імід літію потенційно може використовуватися в органічному синтезі, але практичного розповсюдження не отримав.

## Вартість
Станом на кінець 2007 — початок 2008 року ціни на металевий літій (чистота 99 %) становили $ 63–66 за 1 кг.

## Біологічна роль
Літій постійно входить до складу живих організмів, проте його біологічна роль з'ясована недостатньо. Встановлено, що у рослин літій підвищує стійкість до хвороб, підсилює фотохімічну активність хлоропластів в листках (томати) і синтез нікотину (тютюн). Здатність концентрувати літій найсильніше виражена серед морських організмів у червоних і бурих водоростей, а серед наземних рослин — у представників родини жовтецевих (рутвиця, жовтець) і родини пасльонових (дереза). Переважно в організмі знаходиться в щитоподібній залозі, лімфовузлах, серці, печінці, легенях, кишечнику, плазмі крові, наднирниках. В організмі середньої людини (маса 70 кг) міститься близько 0,7 мг літію. Токсична доза 90-200 мг. Літій бере участь у важливих процесах:
- Бере участь у вуглеводному і жировому обмінах;
- Підтримує імунну систему;
- Попереджає виникнення алергії;
- Знижує нервову збудливість.

Виділяється літій переважно нирками.

## Запобіжні заходи
Дрібні крихти металевого літію викликають хімічні опіки при потраплянні на вологу шкіру, слизові оболонки і в очі. Тому працювати з ним можна тільки в захисному одязі і окулярах. Спалахнувший літій засипають NaCl або содою. Зберігають літій у герметично закритих жерстяних коробках під шаром пастоподібної маси з парафіну і мінеральної оливи або в тонкостінних алюмінієвих або мідних оболонках; допускається зберігання під шаром газоліну або петролейного ефіру. Відходи літію не можна викидати в сміття, для утилізації їх слід обробити етиловим спиртом:
{\displaystyle \mathrm {2C_{2}H_{5}OH+2Li\ {\xrightarrow {\ }}\ 2C_{2}H_{5}OLi+H_{2}\uparrow } }. Утворений етилат літію потім розкладають водою до спирту та гідроксиду літію LiOH.